# Museu del Prat
El Museu del Prat es troba a la Torre Balcells del Prat de Llobregat (Baix Llobregat), un edifici de mitjans del segle xix que reunia l'ús agrícola amb el de casa d'estiueig,

## Història
Va ser creat el 1962 a iniciativa de l'Ajuntament per tal de recuperar el patrimoni històric i natural del municipi, i forma part de la Xarxa de Museus Locals de la Diputació de Barcelona.

## Exposició
El fons del museu es divideix en tres grans blocs: una àmplia col·lecció de material relacionat amb el passat agrícola i industrial del Prat; una col·lecció ornitològica, representativa de la riquesa faunística del delta del Llobregat; i un fons d'art contemporani que actualment compta amb tres-centes peces.
L'exposició permanent, remodelada el 1996, té com a eix vertebrador el procés de formació i transformació del delta del Llobregat.